# 梅调鼎

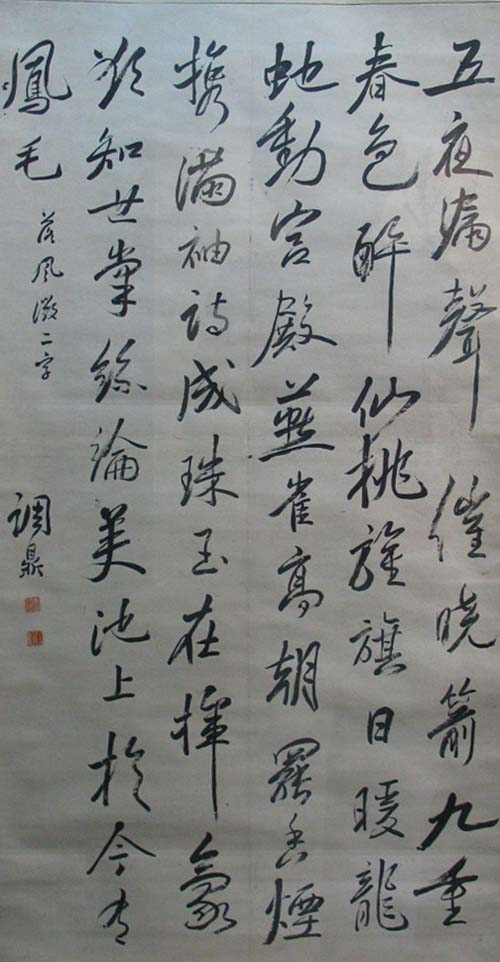
梅调鼎书法

梅调鼎（1839年—1906年），字友竹，号赧翁，浙江慈谿人，清末书法家、画家。其书法博采众长而又独树一帜。幼学颜体，几可乱真。行草宗法二王。中年学欧阳询，晚年潜心研习魏碑书法。梅调鼎长年在上海、宁波二地做账房先生，家中清贫。其书法对海派书法影响很大，并开创了近代浙东书风。

## 评价
- 清翁同龢评其书法“三百年来无这样高逸之作”。
- 日本书法界称其为“清朝王羲之”。
- 《海上墨林》评其“品行端谨，书法二王，诣臻神妙”。